# Сваровский, Фёдор Николаевич
Фёдор Николаевич Сваровский (род. 6 апреля 1971, Москва) — российский поэт и журналист.

## Биография
Из семьи журналистов. В 19 лет эмигрировал из СССР в Данию. В 1997 вернулся в Москву. Работал журналистом, сначала на телевидении, затем в печати. Публиковал стихи в бумажных и сетевых изданиях, как русскоязычных, так и англоязычных. Интересный факт: усилиями ряда американских переводчиков и филологов на данный момент количество англоязычных публикаций Сваровского превышает количество его публикаций на русском языке, а в 2015 году в Буэнос-Айресе (Аргентина) вышла книга автора в переводе на испанский. В 2019 году стал лауреатом международного фестиваля «Поэзия без границ» в Риге.

## Поэтическая работа
Ввел в поэзию гротескно-фантастическое измерение (в том числе, с использованием штампов массового, прежде всего — американского научно-фантастического кино и советской фантастической литературы), сделав его основой для новой поэтической антропологии и нового типа «лирического героя», обломка советской цивилизации и вместе с тем джеклондоновского путника по неведомым пространствам и временам.

## Трактовка поэзии
В 2008 году Сваровский выступил с манифестом «нового эпоса» (сам Сваровский утверждает, что это не манифест, а лишь попытка сформулировать текущие изменения в русскоязычной поэзии), обосновывающим обновленное понимание поэта и поэзии. Представителями этого направления он назвал нескольких современных российских поэтов — прежде всего Леонида Шваба и Арсения Ровинского, а также произведения Виктора Полещука, Григория Дашевского, Марию Степанову, Андрея Родионова, Павла Гольдина, Линор Горалик и других. Этот манифест стал первым после продолжительного перерыва (после СМОГ'а и куртуазных маньеристов) литературным манифестом, привлёкшим значительное внимание литературного сообщества. Специалисты отнеслись с вниманием к манифесту Сваровского, отмечая, однако, что точнее было бы говорить не о «новом эпосе», а о возрождении в изменённой форме традиции романтической баллады.
Творчество Сваровского привлекло к себе внимание поэтов-современников. В частности, Аркадий Штыпель отмечает:

Сам по себе фантастический дискурс в русской поэзии не нов. Но Сваровский сделал его основным фактором своей поэтики — будь то заведомо научно-фантастические сюжеты или болезненные фантазии современника — и нашёл для него идеальную, простую и свободную стиховую интонацию. Естественность этой интонации придаёт сюжетам Сваровского особый вкус достоверности, всегда присущий хорошей фантастике. Оттуда же, из классики жанра в поэзию Сваровского пришли — и естественным образом прижились в ней — не слишком популярные у нынешних авторов героика и моральное учительство.

## Книги
- Все хотят быть роботами. — М.: АРГО-РИСК; Книжное обозрение, 2007 (шорт-лист премии Андрея Белого, малая премия Московский счёт за книгу-дебют)
- Все сразу. — М.: Новое издательство, 2008 (в соавторстве с Л. Швабом, А. Ровинским)
- Путешественники во времени. — М.: Новое литературное обозрение, 2009 (шорт-лист премии Андрея Белого)
- Слава героям. — М.: Новое литературное обозрение, 2015.
- Todos quieren ser robots / Traducción — Eugenio López Arriazu. — Buenos Aires: Dedalus, 2015.